# Папуга-червоногуз зеленощокий
Папу́га-червоногу́з зеленощокий (Pionus maximiliani) — вид папугоподібних птахів родини папугових (Psittacidae). Мешкає в Південній Америці.

## Опис

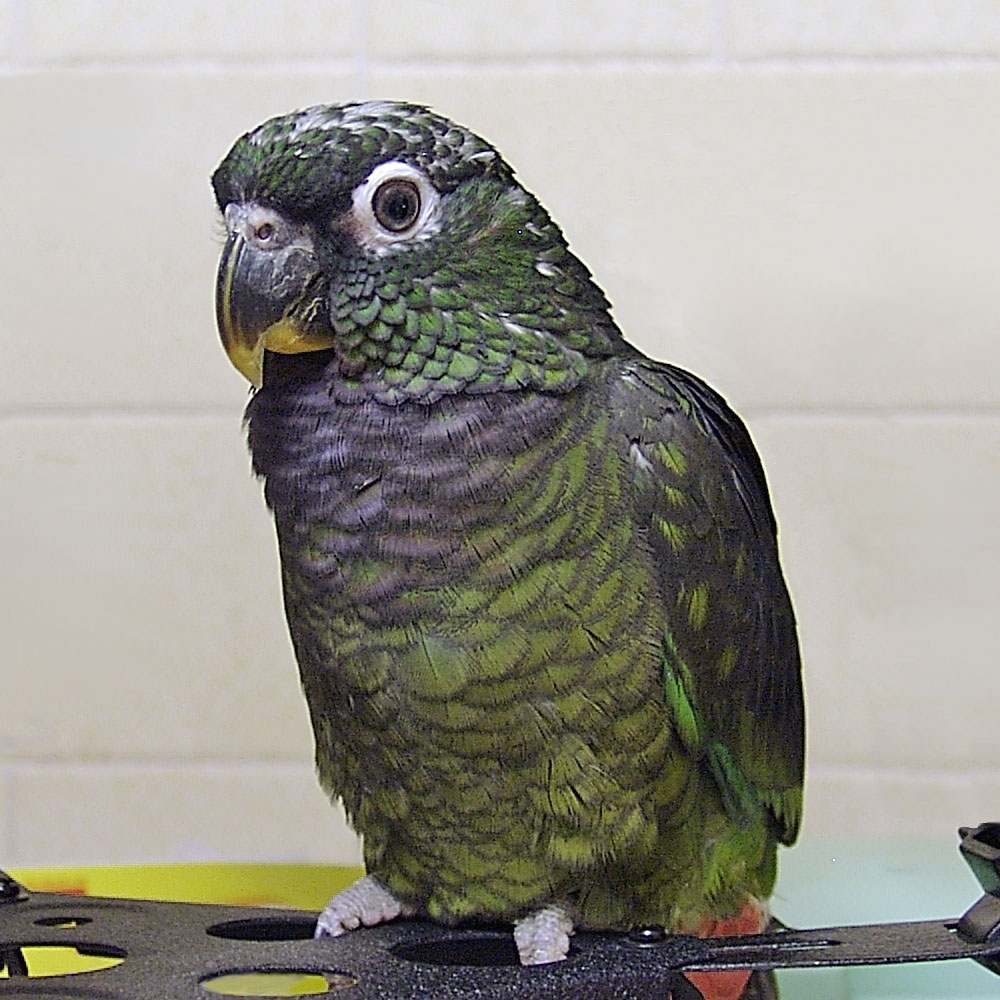
Зеленощокий папуга-червоногуз

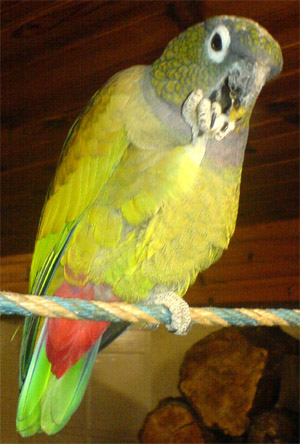
Зеленощокий папуга-червоногуз

Довжина птаха становить 29 см, вага 233-293 г. Забарвлення переважно тьмяно-зелене. Голова зелена, пера на ній мають світло-сірі краї, що формують лускоподібний візерунок. Лоб і обличчя чорнуваті, на горлі широкий тьмяно-синій "комір". Нижня сторона крил тьмяно--синьо-зелена, крайні махові пера мають синьо-зелені краї на зовнішніх опахалах. Нижні покривні пера хвоста червоні, крайні стернові пера мають сині зовншіні опахала. Райдужки карі, навколо очей білі кільця, дзьоб роговий, біля основи темно-сірий, лапи сірі. Виду не притаманний статевий диморфізм. У молодих птахів голова блідіша, лоб має жовтувато-оранжевий або червонуватий відтінок, "комір" на горлі не виражений, нижні покривні пера хвоста червоні, біля основи світло-зелені.

## Підвиди
Виділяють чотири підвиди:
- P. m. maximiliani (Kuhl, 1820) — північний схід Бразилії (від Сеари до Еспіріту-Санту і південного Гояса);
- P. m. siy Souancé, 1856 — від південно-східної Болівії до Парагвая, заходу центральної Бразилії (Мату-Гросу) і півночі Аргентини;
- P. m. lacerus Heine, 1884 — північний захід Аргентини (Тукуман, Катамарка і південь Сальти);
- P. m. melanoblepharus Miranda-Ribeiro, 1920 — від східного Парагвая до південно-східної Бразилії і північно-східної Аргентини (Місьйонс).

## Поширення і екологія
Зеленощокі папуги-червоногузи мешкають в Бразилії, Болівії, Парагваї і Аргентині, інтродукована популяція прижилася в парках Малаги в Іспанії. Вони живуть у вологих і сухих тропічних лісах, в рідколіссях, пальмових гаях і порослих чагарниками саванах. Зустрічаються поодинці, парами або невеликими зграйками, на висоті до 2000 м над рівнем моря. Живляться плодами, ягодами і насінням, а також квітками. Гніздяться в дуплах дерев, починаючи з вересня-жовтня. В кладці 2-4 яйця, інкубаційний період триває 26 днів.